# Треві-нель-Лаціо
Треві-нель-Лаціо (італ. Trevi nel Lazio) — муніципалітет в Італії, у регіоні Лаціо,  провінція Фрозіноне.
Треві-нель-Лаціо розташоване на відстані близько 65 км на схід від Рима, 28 км на північ від Фрозіноне.
Населення — 1821 особа (2014).

## Демографія
Населення за роками:

Станом на 1 січня 2023 року в муніципалітеті офіційно проживало 108 іноземців з 30 країн, серед них 22 громадяни країн Євросоюзу та 12 громадян України.

## Сусідні муніципалітети
- Арчинаццо-Романо
- Філеттіно
- Ф'юджі
- Гуарчино
- Єнне
- Пільйо
- Валлеп'єтра